# 格倫興

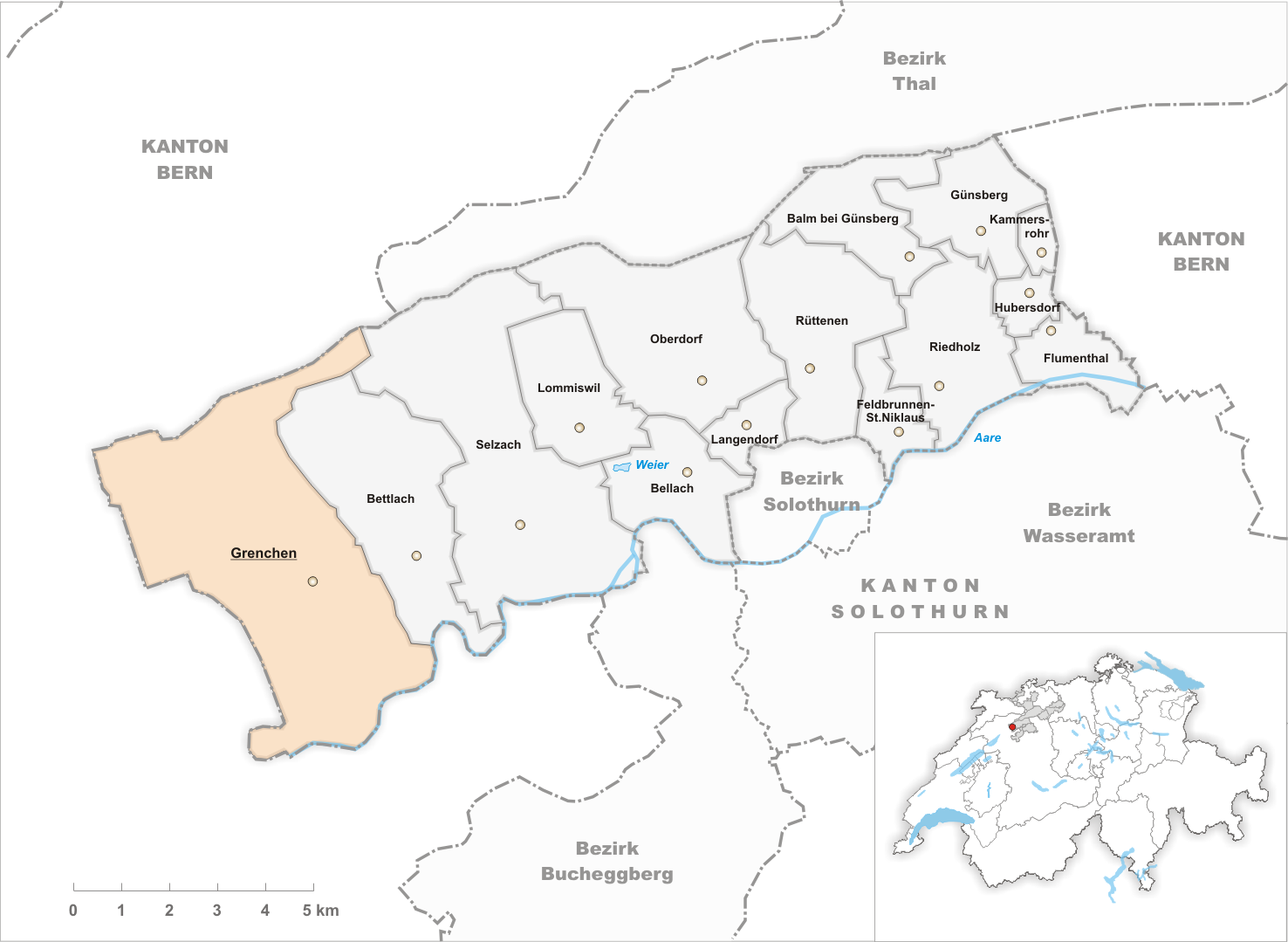
格伦兴市地图

格倫興（德語：Grenchen；法语：Granges）是瑞士联邦的城镇，位於該國西北部，由索洛圖恩州負責管轄，面積为26.08平方公里，海拔高度451米，2017年人口为17,140人，其中信奉羅馬天主教和基督教的居民各佔三成。

## 外部連結
- 格伦兴市官网 （德文）